# Täng norra
Täng norra  är en bebyggelse i Ås distrikt (Ås socken) i Krokoms kommun i Jämtlands län belägen vid Storsjöns strand. Området avgränsades från 2015 till 2023 som en del av tätorten Åssjöns norra strand, för att 2023 avgränsas som en separat småort.  